# Ignacio Faín
Ignacio Faín (Villa Minetti, Santa Fe, Argentina, 28 de junio de 2005) es un piloto argentino de automovilismo de velocidad. De trayectoria incipiente, inició su carrera deportiva compitiendo en categorías de monoplazas de su provincia, llegando a proclamarse campeón de Fórmula 3 Santafesina en 2021.
A nivel nacional, se destacó por sus participaciones en las categorías inferiores de la Asociación Corredores de Turismo Carretera, donde debutó en 2022 en la divisional TC Pista Mouras, conquistando el título en su temporada debut. Su ascenso deportivo lo llevó a competir en TC Mouras (2023), TC Pista y TC Pista Pick Up (2024). Sus actuaciones deportivas en el TC Pista y la obtención del título en la TC Pista Pick Up, lo hicieron acreedor del ascenso al Turismo Carretera para la temporada 2025.

## Resumen biográfico
Inició su carrera deportiva compitiendo en la Fórmula 3 Santafesina, debutando en el año 2020 y desarrollando apenas 5 fechas, como consecuencia del recorte de las actividades deportivas por causa del brote pandémico de COVID-19 ocurrido en Argentina en 2020. En esta temporada, Faín conquistaría su primera victoria. En la temporada siguiente, conquistó su primer título personal al proclamarse campeón de esta categoría, ganando 5 de las 10 competencias que conformaron el calendario.
La obtención de este título, le abrió las puertas al automovilismo nacional y a las categorías de automóviles de turismo, al debutar en 2022 en la divisional TC Pista Mouras de la Asociación Corredores de Turismo Carretera. Su debut se vio propiciado gracias a su comprovinciano Ramiro Galarza, quien lo convocó para competir al comando de un Dodge Cherokee. En dicha temporada, Faín desarrolló una temporada sobresaliente al conquistar 7 de las 16 competencias corridas, conquistando el campeonato sin apelaciones e imponiendo un nuevo récord, al convertirse en el máximo ganador de una temporada de TCPM.
Con el título de TC Pista Mouras, Faín quedó habilitado para competir en la divisional TC Pista, previo paso por el TC Mouras, categoría en la que debutó en 2023, repitiendo la fórmula del año anterior al competir en con el Dodge del equipo Galarza Racing. Al igual que en la temporada anterior, Faín no desentonó conquistando 5 triunfos en el año, lo que se tradujo en la obtención del subcampeonato de la temporada, por detrás del eventual campeón Jeremías Scialchi. 
Cumplimentados los requisitos para competir, en 2024 debutó en la divisional TC Pista, pero cambiando de marca por primera vez al pasar a competir con una unidad Torino Cherokee del equipo Trotta Racing. A la par de esta incursión, hizo oficial su arribo a la categoría TC Pista Pick Up, donde fue convocado por Omar "Gurí" Martínez para pilotear una camioneta Ford Ranger. Si bien en TC Pista tuvo una temporada regular, por la cual obtuvo una victoria y clasificó a la etapa de definición, fue en la TC Pista Pick Up donde obtuvo su mejor resultado anual, al proclamarse campeón de la especialidad, conquistando 7 triunfos en 11 competencias. Su nueva coronación en el marco de la Asociación Corredores de Turismo Carretera, sumada a su posición final en el campeonato de TC Pista, le valieron a Faín su desembarco en la TC Pick Up y a su vez, su ascenso al Turismo Carretera, para la temporada 2025. En paralelo a estas participaciones y como consecuencia de sus actuaciones, tuvo una incursión en la Clase 2 del Turismo Nacional, al competir en la carrera especial de los 200 pilotos del TN, siendo invitado para formar binomio con el piloto Francisco Coltrinari, al comando de un Peugeot 208 II del equipo Saturni Racing. En dicha competencia, Fain obtuvo la victoria en la carrera de pilotos invitados, siendo además su debut dentro de esta categoría.
Para la temporada 2025, Fain anunció su continuidad dentro de los equipos Trotta Racing Team y Martínez competición, para sus debuts en las categorías Turismo Carretera y TC Pick Up respectivamente. En la primera confirmó su ascenso al comando de una unidad Torino NG, mientras que en TCPK repitió la fórmula incursionando sobre la Ford Ranger con la que obtuvo el título.

## Trayectoria
| Temporada | Categoría                    | Equipo               | Coche           | Carreras   | Victorias  | Podios     | Poles      | VR         | Puntos     | Pos.       |
| --------- | ---------------------------- | -------------------- | --------------- | ---------- | ---------- | ---------- | ---------- | ---------- | ---------- | ---------- |
| 2022      | TC Pista Mouras              | Galarza Racing       | Dodge Cherokee  | 16         | 7          | 10         | 7          | 4          | 852.00     | 1.º        |
| 2023      | TC Mouras                    | Galarza Racing       | Dodge Cherokee  | 16         | 5          | 7          | 6          | 6          | 598.50     | 2.º        |
| 2024      | TC Pista                     | Trotta Racing Team   | Torino Cherokee | 14         | 1          | 3          | 0          | 1          | 363.50     | 10.º       |
| 2024      | TC Pista Pick Up             | Martínez Competición | Ford Ranger     | 11         | 7          | 9          | 4          | 3          | 292.00     | 1.º        |
| 2024      | Clase 2 del Turismo Nacional | Saturni Racing       | Peugeot 208 II  | 1          | 1          | 1          | 0          | 0          | 0          | Inv.       |
| 2025      | Turismo Carretera            | Trotta Racing Team   | Torino NG       | En disputa | En disputa | En disputa | En disputa | En disputa | En disputa | En disputa |
| 2025      | TC Pick Up                   | Martínez Competición | Ford Ranger     | En disputa | En disputa | En disputa | En disputa | En disputa | En disputa | En disputa |
| Fuente    | [ 18 ]                       | [ 18 ]               | [ 18 ]          | [ 18 ]     | [ 18 ]     | [ 18 ]     | [ 18 ]     | [ 18 ]     | [ 18 ]     | [ 18 ]     |

## Palmarés
| Título  | Categoría             | Automóvil      | Año  |
| ------- | --------------------- | -------------- | ---- |
| Campeón | Fórmula 3 Santafesina | Crespi-Renault | 2021 |
| Campeón | TC Pista Mouras       | Dodge Cherokee | 2022 |
| Campeón | TC Pista Pick Up      | Ford Ranger    | 2024 |